# Saison 2012 de l'équipe cycliste Rabobank
La saison 2012 de l'équipe cycliste Rabobank est la dix-septième de l'équipe néerlandaise depuis que le sponsor Rabobank s'est engagé dans le cyclisme en 1996. En tant qu'équipe WorldTour, l'équipe participe à l'ensemble du calendrier de l'UCI World Tour du Tour Down Under en janvier au Tour de Pékin en octobre. Parallèlement au World Tour, Rabobank peut participer aux courses des circuits continentaux de cyclisme.
L'équipe Rabobank remporte des victoires sur le World Tour mais également sur des épreuves de l'UCI Europe Tour et de l'UCI America Tour. Le meilleur coureur de l'équipe au classement UCI World Tour est Bauke Mollema avec sa dix-huitième place. L'équipe néerlandaise termine huitième du classement par équipes.
En fin de saison, à la suite de l'affaire Armstrong, Rabobank décide d'arrêter de soutenir l'équipe mais assure néanmoins un budget permettant à l'équipe d'exister en 2013. Deux mois plus tard, le 13 décembre 2012, l'équipe annonce le nouveau nom de la formation et sera connue sous l'appellation Blanco Pro Cycling.

## Préparation de la saison 2012

### Arrivées et départs
| Arrivées        | Équipe 2011          |
| --------------- | -------------------- |
| Jetse Bol       | Rabobank Continental |
| Wilco Kelderman | Rabobank Continental |
| Mark Renshaw    | HTC-Highroad         |

| Départs             | Équipe 2012 |
| ------------------- | ----------- |
| Óscar Freire        | Katusha     |
| Sebastian Langeveld | GreenEDGE   |
| Pieter Weening      | GreenEDGE   |

## Coureurs et encadrement technique

### Effectif
| Cycliste           | Date de naissance | Nationalité | Équipe 2011          |
| ------------------ | ----------------- | ----------- | -------------------- |
| Carlos Barredo,    | 5 juin 1981       | Espagne     | Rabobank             |
| Jetse Bol          | 8 septembre 1989  | Pays-Bas    | Rabobank Continental |
| Lars Boom          | 30 décembre 1985  | Pays-Bas    | Rabobank             |
| Theo Bos           | 22 août 1983      | Pays-Bas    | Rabobank             |
| Matti Breschel     | 31 août 1984      | Danemark    | Rabobank             |
| Graeme Brown       | 9 avril 1979      | Australie   | Rabobank             |
| Stef Clement       | 24 septembre 1982 | Pays-Bas    | Rabobank             |
| Rick Flens         | 11 avril 1983     | Pays-Bas    | Rabobank             |
| Juan Manuel Gárate | 24 avril 1976     | Espagne     | Rabobank             |
| Robert Gesink      | 31 mai 1986       | Pays-Bas    | Rabobank             |
| Wilco Kelderman    | 25 mars 1991      | Pays-Bas    | Rabobank Continental |
| Steven Kruijswijk  | 7 juin 1987       | Pays-Bas    | Rabobank             |
| Tom Leezer         | 26 décembre 1985  | Pays-Bas    | Rabobank             |
| Paul Martens       | 26 octobre 1983   | Allemagne   | Rabobank             |
| Michael Matthews   | 26 septembre 1990 | Australie   | Rabobank             |
| Bauke Mollema      | 26 novembre 1986  | Pays-Bas    | Rabobank             |
| Grischa Niermann   | 3 novembre 1975   | Allemagne   | Rabobank             |
| Mark Renshaw       | 22 octobre 1982   | Australie   | HTC-Highroad         |
| Luis León Sánchez  | 24 novembre 1983  | Espagne     | Rabobank             |
| Tom-Jelte Slagter  | 1er juillet 1989  | Pays-Bas    | Rabobank             |
| Bram Tankink       | 3 décembre 1978   | Pays-Bas    | Rabobank             |
| Laurens ten Dam    | 13 novembre 1980  | Pays-Bas    | Rabobank             |
| Maarten Tjallingii | 5 novembre 1977   | Pays-Bas    | Rabobank             |
| Jos van Emden      | 18 février 1985   | Pays-Bas    | Rabobank             |
| Dennis van Winden  | 2 décembre 1987   | Pays-Bas    | Rabobank             |
| Coen Vermeltfoort  | 11 avril 1988     | Pays-Bas    | Rabobank             |
| Maarten Wynants    | 13 mai 1982       | Belgique    | Rabobank             |
| Stagiaire          | Date de naissance | Nationalité | Équipe 2012          |
| Marc Goos          | 30 novembre 1990  | Pays-Bas    | Rabobank Continental |
| Daan Olivier       | 24 novembre 1992  | Pays-Bas    | Rabobank Continental |

## Bilan de la saison

### Victoires

#### Sur route
| Date       | Course                                    | Pays               | Classe | Vainqueur         |
| ---------- | ----------------------------------------- | ------------------ | ------ | ----------------- |
| 26/02/2012 | Clásica de Almería                        | Espagne            | 1.HC   | Michael Matthews  |
| 09/03/2012 | 6e étape de Paris-Nice                    | France             | WT     | Luis León Sánchez |
| 09/03/2012 | À travers Drenthe                         | Pays-Bas           | 1.1    | Theo Bos          |
| 14/04/2012 | 2e étape du Tour de Castille et Léon      | Espagne            | 2.1    | Luis León Sánchez |
| 22/04/2012 | 1re étape du Tour de Turquie              | Turquie            | 2.HC   | Theo Bos          |
| 25/04/2012 | 4e étape du Tour de Turquie               | Turquie            | 2.HC   | Mark Renshaw      |
| 27/04/2012 | 3e étape du Tour de Romandie              | Suisse             | WT     | Luis León Sánchez |
| 28/04/2012 | 4e étape du Tour de Romandie              | Suisse             | WT     | Luis León Sánchez |
| 29/04/2012 | 8e étape du Tour de Turquie               | Turquie            | 2.HC   | Theo Bos          |
| 19/05/2012 | 7e étape du Tour de Californie            | États-Unis         | 2.HC   | Robert Gesink     |
| 20/05/2012 | Classement général du Tour de Californie  | États-Unis         | 2.HC   | Robert Gesink     |
| 16/06/2012 | 3e étape du Ster ZLM Toer                 | Pays-Bas           | 2.1    | Lars Boom         |
| 22/06/2012 | Championnat d'Espagne du contre-la-montre | Espagne            | CN     | Luis León Sánchez |
| 15/07/2012 | 14e étape du Tour de France               | France             | WT     | Luis León Sánchez |
| 03/08/2012 | 3e étape du Tour de Burgos                | Espagne            | 2.HC   | Matti Breschel    |
| 04/08/2012 | 4e étape du Tour de Burgos                | Espagne            | 2.HC   | Paul Martens      |
| 08/08/2012 | 3e étape de l'Eneco Tour                  | Belgique           | WT     | Theo Bos          |
| 09/08/2012 | 3e étape du Tour de l'Utah                | États-Unis         | 2.1    | Michael Matthews  |
| 12/08/2012 | Classement général de l'Eneco Tour        | Belgique/ Pays-Bas | WT     | Lars Boom         |
| 14/08/2012 | Classique de Saint-Sébastien              | Espagne            | WT     | Luis León Sánchez |
| 17/08/2012 | Dutch Food Valley Classic                 | Pays-Bas           | 1.1    | Theo Bos          |
| 01/09/2012 | 2e étape de la World Ports Classic        | Pays-Bas           | 2.1    | Theo Bos          |
| 05/09/2012 | Mémorial Rik Van Steenbergen              | Pays-Bas           | 1.1    | Theo Bos          |

#### En cyclo-cross
| Date       | Course                                  | Pays     | Classe | Vainqueur |
| ---------- | --------------------------------------- | -------- | ------ | --------- |
| 08/01/2012 | Championnat des Pays-Bas de cyclo-cross | Pays-Bas | CN     | Lars Boom |

### Résultats sur les courses majeures
Les tableaux suivants représentent les résultats de l'équipe dans les principales courses du calendrier international (les cinq classiques majeures et les trois grands tours). Pour chaque épreuve est indiqué le meilleur coureur de l'équipe, son classement ainsi que les accessits glanés par Rabobank sur les courses de trois semaines.

#### Classiques
| Classique            | Milan-San Remo     | Tour des Flandres   | Paris-Roubaix  | Liège-Bastogne-Liège | Tour de Lombardie  |
| -------------------- | ------------------ | ------------------- | -------------- | -------------------- | ------------------ |
| Coureur (classement) | Mark Renshaw (21e) | Matti Breschel (9e) | Lars Boom (6e) | Bauke Mollema (6e)   | Bauke Mollema (7e) |

#### Grands tours
| Grand tour           | Tour d'Italie           | Tour de France                         | Tour d'Espagne     |
| -------------------- | ----------------------- | -------------------------------------- | ------------------ |
| Coureur (classement) | Tom-Jelte Slagter (30e) | Laurens ten Dam (28e)                  | Robert Gesink (6e) |
| Accessits            | -                       | 1 victoire d'étape (Luis León Sánchez) | -                  |

### Classement UCI
L'équipe Rabobank termine à la huitième place du World Tour avec 799 points. Ce total est obtenu par l'addition des 120 points amenés par la 5e place du championnat du monde du contre-la-montre par équipes et des points des cinq meilleurs coureurs de l'équipe au classement individuel que sont Bauke Mollema, 18e avec 194 points, Lars Boom, 34e avec 148 points, Luis León Sánchez, 36e avec 143 points, Robert Gesink, 39e avec 134 points, et Matti Breschel, 74e avec 60 points,.
| Rang | Coureur           | Points |
| ---- | ----------------- | ------ |
| 18   | Bauke Mollema     | 194    |
| 34   | Lars Boom         | 148    |
| 36   | Luis León Sánchez | 143    |
| 39   | Robert Gesink     | 134    |
| 74   | Matti Breschel    | 60     |
| 80   | Laurens ten Dam   | 52     |
| 103  | Mark Renshaw      | 32     |
| 105  | Tom-Jelte Slagter | 30     |
| 122  | Steven Kruijswijk | 21     |
| 123  | Wilco Kelderman   | 21     |
| 135  | Michael Matthews  | 17     |
| 170  | Theo Bos          | 8      |
| 187  | Maarten Wynants   | 4      |
| 192  | Stef Clement      | 4      |
| 243  | Carlos Barredo    | 1      |